# Undulator (Telegrafie)

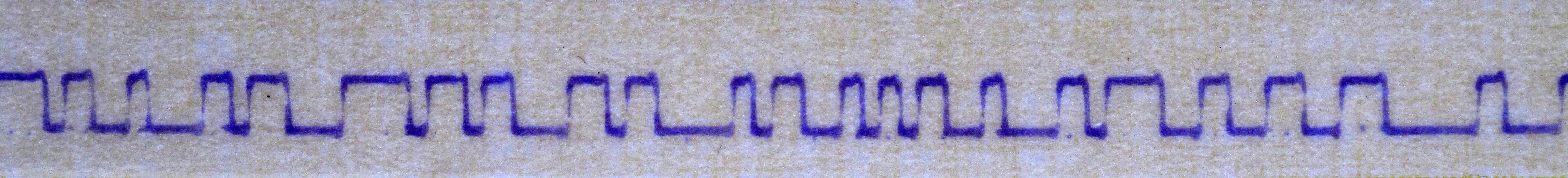
Ausschnitt eines Undulator-Papierstreifens (ca. 13 mm breit), genannt Morse slip, mit einer aufgezeichneten Nachricht

Undulatoren (englisch undulator von undulate deutsch wellenförmig) waren elektromechanische Geräte, die für die elektrische Telegrafie genutzt wurden. Als Teil von Telegrafenanlagen dienten sie zur schriftlichen Aufzeichnung von Morsezeichen auf langen Papierstreifen. Sie wurden bis in die 1950er-Jahre hergestellt und verwendet. Die entsprechenden Papierstreifen (Bild) wurden als Morse slip bezeichnet.

## Geschichte
Ursprünglich wurden zum Empfang von Morsezeichen um die Mitte des 19. Jahrhunderts zunächst Spiegelgalvanometer und dann Morseschreiber verwendet. Letztere konnten mithilfe eines Schreibstiftes die Punkte und Striche des Codes auf einen langen Papierstreifen aufzeichnen. In Zusammenhang mit Seekabeln und der durch sie verursachten hohen Signaldämpfung erwiesen sich diese Schreiber jedoch als zu unempfindlich. Als Lösung wurden Siphon-Rekorder entwickelt. Sie vereinigten die hohe Empfindlichkeit eines Galvanometers mit der Möglichkeit der schriftlichen Aufzeichnung. Hieraus entstanden als technisch weiter verbesserte Geräte „Schwingungsschreiber“ (Oszillografen) und Messschreiber, deren erste Form die Undulatoren darstellen. Damit ließ sich im Gegensatz zu den mit Relais arbeitenden klassischen Morseapparaten auch high speed telegraphy, also beispielsweise mithilfe des Wheatstone-Systems maschinell erzeugter Morsecode mit etwa fünffach höherer Geschwindigkeit aufzeichnen.
Eingesetzt wurden Undulatoren ab der zweiten Hälfte des 19. Jahrhunderts zunächst für die kabelgebundene Telegrafie, in der ersten Hälfte des 20. Jahrhunderts dann auch für die drahtlose Telegrafie. Ein wichtiges Beispiel ist ihre Verwendung in britischen Funkabhörstationen (englisch Y stations) während des Zweiten Weltkriegs (1939–1945). Hier dienten sie nicht nur zur Aufzeichnung von Morsecode, sondern auch von verschlüsseltem deutschen Fernschreibverkehr, wie beispielsweise Tunny (siehe auch: Kryptanalyse der Lorenz-Maschine).
Ein bekannter Hersteller von Undulatoren im Vereinigten Königreich war die Firma Creed mit Sitz in London-Croydon. Die Technik der Undulatoren wurde später weiterentwickelt zu Oszillografen und schließlich zu den modernen Oszilloskopen.